# 海陸分布
海陸分布（かいりくぶんぷ）は、地球上での海洋と陸地の分布のことである。水陸分布ともいう。
気候因子の1つであり、特に地球スケールや大陸スケールの気候を考えるときに影響力の大きい気候因子となる。地球上での陸地と海洋の面積比は、およそ1:2.46である。

## 気温との関係
海陸分布は、気温の年較差と関係性が大きい。
特に中緯度地域では、大陸では海洋より気温の年較差が大きい。これは、陸地は海洋よりも比熱が大きいことに起因する。
また、大陸の中では、大陸東岸のほうが大陸西岸よりも気温年較差が大きくなる。
北半球は南半球と比較して気温の年較差が大きいが、北半球は陸地の面積が南半球よりも広いためである。

## 降水量との関係
海陸分布は降水量にも影響を与える。例えば、北緯50度 - 60度では、年降水量は大陸西岸で極大値をとるが大陸内部では極小値をとっている。

## グローバル気候への影響
また、海陸分布は海陸風やモンスーンなどにも影響を与えている。